# Dagmar Terelmešová
Dagmar Terelmešová (* 31. října 1969 Stod) je česká politička, v letech 2010 až 2016 senátorka za obvod č. 7 – Plzeň-město, v letech 2008 až 2012 zastupitelka Plzeňského kraje, od roku 1998 zastupitelka města Dobřany, členka ČSSD.

## Vzdělání, profese a rodina
V letech 1987–1988 pracovala na interním oddělení Fakultní nemocnice Plzeň v Lochotíně a mezi lety 1988–1989 v nemocnici Ostrava-Fifejdy. Poté nastoupila na mateřskou dovolenou. V letech 1995–2002 podnikala na živnostenský list. Je vdaná, má dvě děti – syna a dceru.

## Politická kariéra
V prosinci 1989 vstoupila do ČSSD.
Od roku 1998 zasedá v zastupitelstvu města Dobřany, kde od roku 2002 působila jako uvolněná místostarostka. Od roku 2010 je neuvolněná místostarostka. V komunálních volbách v roce 2014 obhájila za ČSSD post zastupitelky města Dobřany, a to díky preferenčním hlasům (z původního 4. místa se posunula na konečné 2. místo; strana získala dva mandáty). V listopadu 2014 byla zvolena druhou místostarostkou města.
Ve volbách 2004 kandidovala do zastupitelstva Plzeňského kraje, ale ze 30. místa nebyla zvolena. Od roku 2008 do roku 2012 zasedala v zastupitelstvu Plzeňského kraje a působila jako krajská radní do roku 2011, kdy post krajské radní pro oblast sociálních věcí opustila, kvůli zvolení do Senátu.
Ve volbách 2010 se stala senátorkou Parlamentu ČR za obvod č. 7 – Plzeň-město, přestože ji v prvním kole porazil tehdejší senátor Jiří Šneberger se ziskem 28,64 % oproti 26,34 % hlasů. Ve druhém kole totiž vyhrála sociální demokratka díky 54,06 % hlasů.
Ve volbách do Senátu PČR v roce 2016 svůj mandát obhajovala. Se ziskem 17,94 % hlasů postoupila z druhého místa do druhého kola, v němž prohrála poměrem hlasů 39,28 % : 60,71 % s kandidátem hnutí OPAT Václavem Chaloupkem a mandát senátorky tak neobhájila.